# Cody Pueo Pata
Cody Pueo Pata（コディ・プエオ・パタ、フルネーム: Cody Kapueolaʻākeanui Pata、YYYY年? - ）は、ハワイ州マウイ島出身、在住のクム・フラ（フラの師範）、ミュージシャン、歌手、作曲家、チャンター、教育者、文化アドバイザー、著者である。（Council for Native Hawaiian Advancementのプロフィールによれば、掲載時点で46歳）。

## 経歴
ハワイ・マウイ島で生まれ育ち、現在は同島クラ地区のナプエオカラニ（Nāpuʻeokalani、通称プカラニ Pukalani）に在住。両親はリック (Ric) とデビー・パタ (Debbie Pata)。パートナーはケオニ・クオハ (Keoni Kuoha)。

### フラと文化の継承
10代の頃より、クム・フラのノナ・マヒラニ・カルヒオカラニ (Nona Mahilani Kaluhiokalani)、ケアラ・クコナ (Keʻala Kūkona)、ダイアン・ナプア・アマデオ (Diane Nāpua Amadeo)、エドワード・“ジェイ・ジェイ”・アフーラウ・アキオナ (Edward “Jay Jay” Ahulau Akiona)、エレノア・カウプ・マキダ (Eleanor Kaʻupu Makida)、ヒルダ・ケアナアイナ (Hilda Keanaʻāina)、そしてロエア・フラ（フラのマスター）であるジョージ・ナオペ (George Lanakilakeikiahialiʻi Nāʻope) の計7名の師匠から指導を受け、ハワイのチャント、歌、フラの訓練を受ける。20歳の時に師匠たちと共に公の場でパフォーマンスを行うことを許された。
2001年9月に最終的なウーニキ（フラの伝統的な卒業儀式）を修了。特に、ノナ・マヒラニ・カルヒオカラニとジョージ・ナオペからウーニキを受け、ナオペの系統であるラナキラケイキアアリイ・リネージ (Lanakilakeikiahialiʻi lineage) の継承者となった。また、エドワード・“ジェイ・ジェイ”・アフーラウ・アキオナとヒルダ・ケアナアイナから継承したルアヒネ (Luahine) の系統の伝統も保存・指導している。
2003年1月、自身のフラ教室（ハラウ）である「ハーラウ・フラ・オ・カ・マラマ・マヒラニ (Hālau Hula ʻo Ka Malama Mahilani)」を正式に設立。クアフ（祭壇）を持つハラウのクム・フラ・アイ・ロロ (Kumu Hula ʻAi Lolo) として、マウイ島カフルイ、オアフ島カネオヘ、そして日本の東京の拠点で指導にあたっている。
彼は、自身が師から受け継いだ知識は自分自身のものではなく、ハワイや世界に貢献するためのものであると感じ、その知識が自身の関わるプロジェクトを通して生き続けることに充足感を得ると述べている。

### 音楽活動
2000年、フランク・B・シェイナー・ハワイアン・ファルセット・コンペティション (Frank B. Shaner Hawaiian Falsetto Competition) で優勝。これを機にレコーディングアーティストとしてのキャリアを開始。Ululoa Productions に所属し（2000年-2009年）、2001年にデビューアルバム『E Ho’i Nā Wai』をリリース。このアルバムはナー・ホークー・ハノハノ賞において、複数部門でファイナリストにノミネートされた。
2007年、セカンドアルバム『He Aloha…』をリリース。翌2008年の第31回ナー・ホークー・ハノハノ賞にて、このアルバムからの自作曲「Mili’opua」がハク・メレ賞（作曲賞）を受賞した。
2009年には限定EP『Mo’ohana』をリリース。これまでにソロで2.5枚のアルバムを発表し、他アーティストの作品にもバックボーカルや演奏者として16作品以上に参加している。
Kanileʻa ʻUkulele のスポンサーミュージシャンでもある。

### 教育・文化アドバイザー活動
ハワイ語のネイティブスピーカーであり、教育者、言語・文化に関する専門家としても活動している。
2005年からはフリーランスの言語・文化アドバイザーとして活動。様々な団体（部族および非部族）からの依頼を受け、調査、プレゼンテーション、翻訳（英⇔ハワイ語）、教育を行っている。主なクライアントにはマウイ郡、マウイ観光局 (Maui Visitors Bureau)、パパハナウモクアケア海洋国家記念物、各種教育機関などが含まれる。郡の決議文、学校カリキュラム、パンフレット、記事、標識、書籍などの翻訳を手がける。ハワイおよび日本でハワイ語を教えている。
2004年から2014年にかけては、カリフォルニア州のアメリカ先住民部族であるパスレンタ・バンド・オブ・ノムラキ・インディアンズ (Paskenta Band of Nomlaki Indians) の言語・文化アドバイザーを務めた。部族会議の代理として他機関との渉外、連邦・州・郡機関との連絡調整（NAGPRA問題など）、会議での発表、カリキュラム開発（UCLAなどと協力）、部族の文化や歴史に関するドキュメンタリー映画『Nomlāqa Bōda (2011)』および『ʻUnā Bēlebōm (2014)』の制作（コンサルタント、製作総指揮、脚本、出演）に関与した。
教育機関での指導経験も豊富で、カメハメハ・スクールのマウイ校高等部 (Kamehameha Schools Maui High School) では、2007年から2010年までハワイ語、フラ、伝統技術、体育（フラとルア基礎）、セミナーなどを教えた。また、同校のハワイ語・文化教員委員会、ハワイ文化価値委員会、文化運営委員会にも所属し、カリキュラム開発や教職員の専門性向上に貢献した。
2017年から2019年には、オアフ島の文化教育機関であるパパハナ・クアオラ (PAPAHANA KUAOLA) でマスター文化教育者 (Master Cultural Educator) を務め、文化プログラムの計画・指導・評価、文化調査、翻訳、作曲、プロトコル指導、プロジェクト管理などを担当した。
その他、マウイ観光局のハワイ文化スペシャリスト兼コンサルタント（2008年-2015年）として、メディア向けツアーへの同行や各種媒体での広報活動を行った経験も持つ。
マウイ郡のハワイ文化アドバイザー、KAREY KAPOI, LLC のシニア文化アドバイザー、ハワイ先住民発展評議会の文化トレーナー、ʻIhikapalaumāewa財団の副会長、ʻŌiwi Art Kumu Hula運営委員など、文化振興に関する役職も歴任している。
作詞作曲（ハク・メレ Haku Mele）、チャント、歌唱に加え、ラウハラ編み、カパ作り、網作りなど、多岐にわたるハワイの伝統技術・芸術にも精通している。
ハワイおよび日本で開催されるフラコンペティションの審査員も務めている。
著書に『ʻOhuʻohu Nā Mauna ʻo ʻEʻeka, Maui Komohana』がある。

## ディスコグラフィ

### ソロアルバム
- E Ho`i Na Wai (2001年、Ululoa Productions)[1][2]
- He Aloha… (2007年、Ululoa Productions)[1][2] - EAN: 0761268859921[1]
- Mo’ohana (2009年、EP、限定リリース)[1][2]

### 参加作品 (一部)
- Kanileʻa ʻUkulele 20th Anniversary compilation album, "Ola Ka ʻĀina"[2][1]
- その他、バックボーカルや演奏者として16作品以上に参加[5]。参加したアルバムの中にはナー・ホークー・ハノハノ賞受賞作も含まれる[5]。

## 受賞歴・表彰
- ナー・ホークー・ハノハノ賞
  - 2024年: Hawaiian Music Video of the Year – 「He Hoʻoheno No ʻEʻeka」(with ケアリイ・レイシェル) [1][6][7] - 彼にとって2度目の同賞受賞[7]。
  - 2008年: Haku Mele (作曲賞) – 「Mili’opua」(アルバム『He Aloha…』より) [1][2][5]
  - 2002年: 複数部門でファイナリストにノミネート (アルバム『E Ho`i Na Wai』より) [1][2][5]
- Frank B. Shaner Hawaiian Falsetto Competition
  - 2000年: 優勝 [1][2]
- Council for Native Hawaiian Advancement (CNHA)
  - E OLA Awardee (Culture部門) [4] YYYY年?[いつ?] （受賞年不明）

## 著作
- 『ʻOhuʻohu Nā Mauna ʻo ʻEʻeka, Maui Komohana』[1]